# Jiroftkulturen

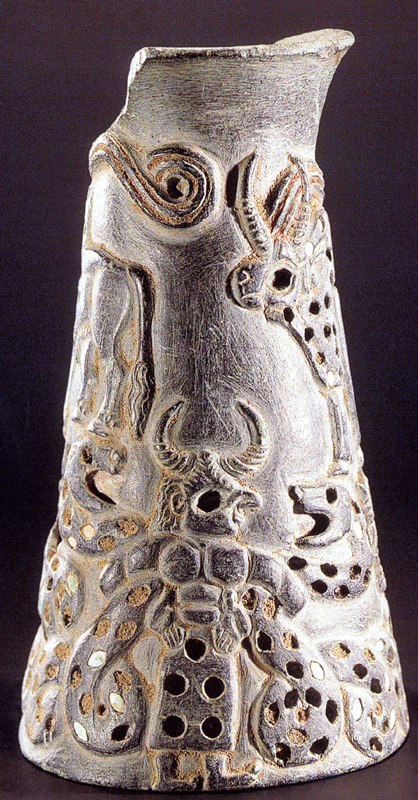
Vas från Jiroftområdet

Jiroftkulturen är en relativt nyupptäckt bronsålderskultur vid staden Jiroft i nuvarande Iran.
Civilisationen upptäcktes av lokala invånare som började smuggla föremål de fann. Fynden utgörs av krukor och kärl av kloritsten med ornamenteringar som föreställer växter och varelser som är till hälften djur och till hälften människor, samt ett tempel. Man har också funnit en tegelsten med inskriptioner på, som ett mycket tidigt exempel (ca år 2000 f.Kr.) på en typ av skriftspråk som dock inte kunnat tydas ännu.
Forskningsprojektet är numera flernationellt. De äldsta fynden antas vara mellan 4000 och 5000 år. Det spekuleras i om lämningarna i Jiroft kan vara det som återstår av den forna staten Aratta, vars placering ännu inte är känd, men det finns ännu inga bevis för att det skulle vara så.